# Мудист, Пеэтер
Пеэтер Мудист (эст. Peeter Mudist; 19 апреля 1942, Таллинн — 6 декабря 2013) — эстонский художник, скульптор и эстампист. Его работы получили многочисленные награды. Он также был членом Эстонского союза художников.

## Биография
Пеэтер Мудист родился 19 апреля 1942 года в Таллине. В 1960 году окончил Таллинскую среднюю школу № 1. С 1960 года учился на энергетическом факультете Таллинского политехнического института, но в 1963 году ушёл с четвёртого курса. В том же году он поступил в Государственный институт художеств Эстонской ССР и окончил его в 1967 году по специальности живопись.
После окончания учёбы сменил несколько мест работы. В 1971—1979 годах работал на таллинском комбинате художественных изделий «АРС», в 1979—1981 годах преподавал в Таллинском педагогическом институте.
С 1968 года принимал участие в художественных выставках. В 1972 году вступил в Союз художников Эстонии. С 1982 года стал свободным художником.
Пеэтер Мудист читается одним из лучших живописцев Эстонии. Мотивы его картин в основном достаточно узнаваемые: люди, цветы, пейзажи. Его поздние работы становились всё более абстрактными. Он также является автором ряда графических работ и скульптур. Занимался он и писательской деятельностью, в 2002 году выпустил книгу «Ratsukäik» («Ход конем») с размышлениями о жизни.
В 1989 году Пеэтер Мудист был удостоен художественной премии Кристьяна Рауда, в 1991 году он был награждён медалью Конрада Мяги, в 1995 году был удостоен Культурной премии Балтии, а в 2001 году стал кавалером ордена Белой звезды III степени.
Лауреат Премии Балтийской ассамблеи по искусству (1995).
Пеэтер Мудист умер утром 6 декабря 2013 года от болезни Паркинсона в возрасте 71 года. Похоронен на таллинском кладбище Рахумяэ.